# Věroslav
Věroslav je mužské jméno slovanského původu. Jedná se o mužský protějšek běžnějšího ženského jména Věra, popř. jména Věroslava. Je možné ho vyložit jako slavící víru.
V českém občanském kalendáři má svátek 27. července.

## Jmeniny
Český kalendář : 27. července
Slovenský kalendář: 30. března

## Statistické údaje
Následující tabulka uvádí četnost jména v ČR a pořadí mezi mužskými jmény ve srovnání dvou roků, pro které jsou dostupné údaje MV ČR – lze z ní tedy vysledovat trend v užívání tohoto jména:
| Rok       | Četnost   | Pořadí   |
| 1999      | 964       | 158.     |
| 2002      | 915       | 161.     |
| Porovnání | o 49 méně | o 3 hůře |
| 2006      | 802       | 190.     |

Změna procentního zastoupení tohoto jména mezi žijícími muži v ČR (tj. procentní změna se započítáním celkového úbytku mužů v ČR za sledované tři roky 1999–2002) je -4,4%, což svědčí o poměrně značném poklesu obliby tohoto jména.

## Známí nositelé jména
- Věroslav Bergr (* 1928–2022) – český malíř, grafik a sochař
- Věroslav Jedlička (1923–?) – český člen České národní banky a politik
- Věroslav Jurák (* 1930) – český matematik
- Věroslav Juránek (1922–2002) – český fotbalista
- Věroslav Mertl (1929–2013) – český spisovatel
- Věroslav Neumann (1931–2006) – český hudební skladatel
- Věroslav Sláma (1930–2018) – československý člen československého Federálního shromáždění a politik
- Věroslav Sucharda (* 1976) – český basketbalista
- Věroslav Valenta (* 1965) – český sportovec, závodník v desetiboji mužů na LOH 1988
- Věroslav Vondrouš (1925–2008) – český člen České národní banky a politik